# Корнберг, Артур
Артур Ко́рнберг (англ. Arthur Kornberg; 3 марта 1918, Бруклин, Нью-Йорк — 26 октября, 2007, Станфорд, штат Калифорния, США) — американский биохимик.
Член Национальной академии наук США (1957), Американской академии наук и искусств и Американского общества ученых-биологов, а также иностранный член Лондонского королевского общества (1970).

## Биография
Это было мое убеждение … вы должны знать актеров, чтобы понять сюжет. А актеры — ферменты. Они являются мини-химиками, машинами, с помощью которых протекают биологические явления… легендарный ли это вопрос спиртового брожения … или как светится светлячок..

### Хронология
- 1933 — окончил Abraham Lincoln High School (Brooklyn), поступил в Городской колледж Нью-Йорка (CCNY)
- 1937 — получил степень бакалавра в CCNY, поступил в Школу медицины Университета Рочестера
- 1941 — получил степень доктора медицины в Университете Рочестера; стажировался в Strong Memorial Hospital в Нью-Йорке
- 1942 — Вступил в Службу общественного здравоохранения США под ведомством береговой охраны США; служил корабельным врачом в Карибском бассейне; переведен в отдел питания Национального института здоровья (NIH) (в настоящее время Национальные институты здоровья)
- 1943 — Женился на Сильви Рут Леви
- 1946 — Стажировался у Северо Очоа в Школе медицины Нью-Йоркского университета
- 1947 — Стажировался у Карла и Герти Кори в школы медицины Вашингтонского университета в Сент-Луисе, вернулся в NIH, чтобы открыть отдел ферментов, родился сын Роджер
- 1947—1953 — начальник отдела ферментов и обмена веществ Национального института артрита и болезней обмена веществ, NIH, родились сыновья Томас (1948) и Кеннет (1953)
- 1951 — получил премию Пола-Льюиса в химии ферментов
- 1953—1959 — профессор и заведующий кафедрой микробиологии школы медицины Вашингтонского университета
- 1957 — Первый лабораторный синтез ДНК; избран в Национальную академию наук
- 1959 — получил Нобелевскую премию в области физиологии и медицины (совместно с Северо Очоа)
- 1959—1969 — заведующий и профессор кафедрой биохимии факультета медицины Стэнфордского университета
- 1967 — Первая жизнеспособная репликация ДНК вируса
- 1969—1988 — профессор кафедры биохимии факультета медицины Стэнфордского университета
- 1970 — иностранный член Королевского общества
- 1979 — получил Национальную научную медаль США (National Science Foundation)
- 1980 — Основан DNAX Научно-исследовательский институт молекулярной и клеточной биологии
- 1986 — Сильви Корнберг умерла после долгой болезни
- 1988 — Женился на Шарлин Уолш Леверинг (умерла в 1995 году)
- 1988—2007 — почетный профессор кафедры биохимии факультета медицины Стэнфордского университета, фокус исследований переместился на неорганические полифосфаты
- 1998 — Женился на Каролин Фрей Диксон
- 1999 — Medical Research Building в Университете Рочестера посвящено Артуру Корнбергу

### Детство и юность
Артур Корнберг родился в семье иммигрантов из польской Галиции Йосефа Корнберга и Лены Кац и был младшим из троих детей. Будучи эмигрантами из Восточной Европы, Корнберги владели небольшим магазином инструментов и товаров для дома. Артур был «стремящимся и способным студентом», и ему было разрешено перескочить несколько классов в начальной школе. Он окончил среднюю школу в 15 лет и поступил в Сити-колледж в Нью-Йорке в 1933 году. Несмотря на раннее развитие, Корнберг не проявлял раннюю страсть к науке или интерес к природному миру. (Он собирал спичечные коробки, а не бабочек или что-либо в этом духе.) Он преуспел на курсах химии в средней школе и колледже, но не был сфокусирован на академической карьере в этой области. Однако в годы Депрессии медицинская школа казалась более перспективным выбором. Корнберг получил степень доктора медицины в Рочестерский университет в 1941 году, собираясь стать «стажером с научными связями».

#### От врача до охотника за ферментами, 1942—1953
После стажировки, во время Второй Мировой войны, он пошёл служить врачом на корабль Береговой охраны США в Карибском море. Несмотря на то, что он часто ссорился с капитаном судна, Корнберг должен был оставаться в море на всё время войны.
Карьера Корнберга приняла неожиданный оборот, когда в 1942 году была опубликована его первая медицинская статья.

В медицинской школе Корнберг провел небольшое исследование расстройства (позже известное как синдром Жильбера), которое он сам перенёс, характеризующееся чрезмерным количеством билирубина в крови и лёгкой формой желтухи. На момент публикации руководство военно-медицинской службы, наряду с директором Национального института здоровья Роллой Дайер, отчаянно искали новые сведения о желтухе в связи с её вспышкой, вызванной новой вакциной против жёлтой лихорадки. Впечатлённый исследованиями Корнберга, Дайер организовал его назначение на пост исследователя в лаборатории питания NIH осенью 1942 года. Первый проект Артура предусматривал изучение витаминной недостаточности у крыс, индуцированной сульфаниламидами. Изучая известные на тот момент витамины, многие из которых являются коферментами, Корнберг заинтересовался центральной ролью ферментов во всех жизненных процессах и их огромным потенциалом для выяснения механизмов работы клетки.
Исследование Корнберга состояло в изучении влияния сульфадиазина и сульфатиазола (недавно разработанные антибиотики-сульфаниламиды) на крыс, выращиваемых на диете из очищенных питательных веществ. Крысы на такой диете (глюкоза, молочный белок, печень трески, хлопковое масло, а также известные витамины) остались здоровыми, пока им не давали сульфаниламиды. В течение нескольких недель многие из них приобретали смертельные заболевания крови. Если, однако, их кормили обычной пищей для животных или добавками из печени, заболевания крови могли быть предотвращены или излечены. Лечебный компонент в печени, содержавшийся также в дрожжах и некоторых овощах, оказался фолиевой кислотой. Корнберг и его коллеги обнаружили, что сульфаниламидные препараты структурно очень похоже на пара-аминобензойную кислоту (ПАБК), ключевой компонент фолиевой кислоты. Сульфониламидный препарат конкурирует с ПАБК за фермент, который синтезирует фолиевую кислоту, и тем самым предотвращает её производство в кишечных бактериях (животные на синтетической диете без дополнительной фолиевой кислоты могли бы прожить с количествами, которые производятся их кишечными бактериями, пока сульфаниламидные препараты не получались из пищи). Корнберг провел соответствующее исследование о связи между сульфониламидными препаратами и дефицитом витамина К, находя опять же, что они не дают кишечным бактериям производить фолиевую кислоту, тем самым убивая их. Поскольку бактерии также производят витамин K (вещество, необходимое для свертывания крови), сульфаниламидные препараты также вызывали дефицит этого питательного вещества.
К 1945 году Корнберг всё более интересовался механизмами работы витаминов, чем открытием новых. Многие витамины функционируют как компоненты ферментов. Его работы по питанию привели к заинтересованности в метаболических ферментах, которые катализируют распад глюкозы (сахара) для получения энергии для роста и работы во всех живых системах. К этому времени химики обнаружили контуры основных процессов метаболизма глюкозы, в которых глюкоза превращается в пировиноградную кислоту, а затем в энергию (в виде аденозинтрифосфата — АТФ) через цикл лимонной кислоты, полученный Хансом Кребсом в 1937 году. Но детали производства ATФ, в том числе большинство ферментов, были ещё неизвестны.
В качестве первого шага Корнберг пошёл в ученики к Бернарду Хорекери, коллеге из Отдела изучения производственной гигиены NIH, который имел некоторый опыт работы в исследовании метаболических ферментов. Вместе они исследовали один шаг цикла лимонной кислоты, содержащий янтарную кислоту. Они выделили соответствующие ферменты (оксидазы янтарной кислоты) и наблюдали поэтапное превращение янтарной кислоты. Их исследованиям не удалось выявить основной источник производства АТФ, их ферментный экстракт мог бы катализировать реакцию, но он был слишком сырой для детального анализа.
Корнбергу стало ясно, что он должен овладеть искусством очистки ферментов, чтобы продолжить свои исследования процесса производства АТФ.
Корнберг убедил своего начальника отдела, Генри Себрелла, предоставить ему отпуск, чтобы получить дальнейшее обучение в химии ферментов. Сначала он отправился работать к Северо Очоа в Нью-Йоркский университет, где очищал ферменты, которые могут быть вовлечены в синтез АТФ (также называемое окислительным фосфорилированием). Очоа поручил ему очистить фермент аконитазу из свиного сердца и грудки голубя, и он трудился над этим в течение шести месяцев. Корнберг провёл весь 1946 год, кропотливо практикуясь у Очоа, дополняя лабораторную практику летними курсами химии в Колумбийском университете.
В январе 1947 года он поехал в Университет Вашингтона в Сент-Луисе работать с Карлом и Герти Кори, которые получат Нобелевскую премию в том же году за свою работу над метаболизмом глюкозы. В лаборатории Кори его заданием было объяснить присутствие неорганического пирофосфата при метаболизме тканями печени пировиноградной кислоты. Пирофосфат был ранее неизвестен как клеточный компонент, однако обладал химической энергией, схожей с АТФ. Хотя Корнбергу не удалось узнать много о пирофосфате, он обнаружил, что клеточное дыхание сильно повышается за счёт кофермента NAD (никотинамидадениндинуклеотид), который расщеплялся другим ферментом, высвобождая AMФ (аденозинмонофосфат), чтобы стимулировать реакцию.
Когда Корнберг вернулся в NIH осенью 1947 года, чтобы организовать Отдел ферментов в Институте артрита и болезней обмена веществ, он отказался от своего поиска источника АТФ (как позже оказалось, ферменты для его синтеза не существуют в отдельном растворимом виде, а встроены в мембрану митохондрий). Вместо этого он решил узнать больше о ферменте, который расщепляет NAD. Ему легко удалось выделить фермент (нуклеотид пирофосфатазу) из картофеля. Вскоре он обнаружил, что он приводит к расщеплению не только NAD, но многих подобных соединений. Найдя фермент, который расщепляет NAD, он задался вопросом о существовании такового, который бы его синтезировал. И он обнаружил NAD-синтетазу. Выделение его позволило разграничить реакции, и так же Корнберг обнаружил, что он производит NAD вместе с пирофосфатом, что объясняет, как последний попал в ткани печени, которые он изучал в лаборатории Кори.
Синтез NAD предполагает, что подобный механизм может быть задействован в производстве других коферментов, таких как метаболический FAD (флавинадениндинуклеотид), и Корнберг впоследствии нашёл ферменты, которые синтезировали некоторые из них. Эта работа дала четыре научных статьи и принесла ему в 1951 году премию Поля-Льюиса по энзимологии (ныне премия Pfizer).

### Синтез ДНК, 1953—1959
Успех Корнберга в разгадке процесса синтеза коферментов утвердил его в качестве биохимика в начале 1950-х годов. Кроме того, это натолкнуло его на мысль, что и другие крупные молекулы, такие как нуклеиновые кислоты РНК и ДНК, синтезируются таким же образом. Он начал свои исследования синтеза нуклеиновых кислот в те же годы, что Джеймс Уотсон и Фрэнсис Крик, которые, как и остальные, пытались разработать вероятную структуру ДНК. ДНК, как было показано, является материалом генетического наследования. Её химический состав был известен, и Эрвин Чаргафф обнаружил, что в любом образце ДНК количество аденина и цитозина, как и количество тимина и гуанина, всегда совпадают. Но никто не имел понятия о том, как клетки на самом деле делают ДНК. Основываясь на своём опыте с коферментами, Корнберг догадался, что ДНК или РНК должны синтезироваться в клетках ферментами, которые бы соединяли вместе все нуклеотиды, а не собирали мелкие их кусочки. Если нуклеотиды — азотистые основания (аденин, цитозин, гуанин, тимин или урацил), соединённые с сахаром (рибозой или дезоксирибозой) и фосфатной группой — были основными строительными блоками, Корнбергу нужно было знать, как их делать. Некоторые другие исследователи работали над синтезом адениновых и гуаниновых нуклеотидов, поэтому Корнберг начал с цитозина, тимина и урацила. В этой работе он перешёл на использование микроорганизмов, таких как дрожжи, в качестве своего сырья, а не животной ткани, а также использовал новые методы радиоизотопной маркировки и ионно-обменной хроматографии для отслеживания реакций и продуктов.
В 1953 году, вскоре после того, как приступил к этой работе, Корнберг оставил NIH, опасаясь, что фундаментальным исследованиям будет уделяться мало внимания, так как NIH открыла новый клинический центр и дополнительные институты, ориентированные на заболевания. Он стал заведующим кафедрой микробиологии Школы медицины Университета Вашингтона в Сент-Луис. Преподаватели и научные сотрудники, которых он собрал там, станут важной частью его работы над ДНК в течение следующих десятилетий, каждый из которых вносил различные решения в научно-исследовательские задачи.
Работая с командой, которая включала Роберта Лемана, Мориса Бесмана и других, Корнберг начал своё изучение синтеза нуклеотидов, сфокусировавшись на оротовой кислоте, вероятного предшественника урацила, потому что она представляет собой урацил с карбоксильной группой. В конце 1953 года он подтвердил, что оротовая кислота является предшественником урацила, и требуется несколько разных ферментов для её преобразования. Первый фермент производит PRPP(фосфорибозилпирофосфат). PRPP с помощью другого фермента затем соединяется с оротовой кислотой с образованием ороторибозофосфата. Третий фермент отщепляет CO2 от ороторибозофосфата, оставляя урацилрибозофосфат, также известный как уридинмонофосфат, который является уже нуклеотидом. С этого момента Корнберг и его коллеги быстро нашли дополнительные ферменты, которые могли сделать три других нуклеотида (цитозин, аденин и гуанин) с использованием уридина или PRPP в качестве отправной точки.
Теперь, будучи способным синтезировать все пять нуклеотидов (коллеги из Вашингтонского университета обнаружили фермент, который синтезирует тиминовый нуклеотид), Корнберг почувствовал, что готов искать ферменты, которые собирают нуклеотиды в РНК или ДНК. Некоторое время исследовательская группа работала над обеими нуклеиновыми кислотами, но в 1955 году лаборатория Северо Очоа объявила об открытии фермента, который синтезирует РНК (хотя это, оказалось, были только РНК-подобные цепи); поэтому Корнберг сосредоточил все усилия на синтезе ДНК. Чтобы найти необходимый фермент в экстракте разрушенных клеток бактерий кишечной палочки, он добавил АТФ, а также соответствующие нуклеотиды, помеченные радиоактивными изотопами, чтобы проследить их включения в цепь нуклеиновой кислоты, а затем добавил ДНК в качестве праймера для цепи. Прошло много месяцев, чтобы достичь надёжного следа синтеза с радиоактивным тимидином так, чтобы активность фермента могла быть прослежена, но это было сделано в 1956 году. Далее, используя широкий спектр методов, Корнберг должен был выделить и очистить из клеточного экстракта бактерий фермент, собирающий ДНК, который он назвал ДНК-полимеразой, отделяя его от всех других белков (в том числе многих ферментов, которые влияют на синтез). В течение года Корнбергу удалось синтезировать ДНК из различных источников при помощи этой полимеразы. Две статьи, описывающие эту работу, были представлены в Journal of Biological Chemistry в октябре 1957 года. Редакторы JBC, однако, отвергли статьи, некоторые возражали против самого названия продукта «ДНК», предпочитая технически точный, но громоздкий термин «полидезоксирибонуклеотид».
Другие утверждали, что для продукта должно быть показано наличие генетической активности, чтобы квалифицировать его как ДНК (критерий, которого достигли очень немногие исследователи на тот момент). Испытывая отвращение, Корнберг первоначально забрал статьи, но они были опубликованы в выпуске JBC за май 1958 года после того, как там сменился редактор.
Следующим шагом Корнберга станет синтез ДНК, которые обладают генетической активностью, и он будет занимать его на протяжении почти десяти лет. В то же время его первый синтез ДНК принёс ему в 1959 году Нобелевскую премию по физиологии или медицине, которой он поделился с Северо Очоа.

### «Создание Жизни в пробирке», 1959—1970
Когда в октябре 1959 года была объявлена Нобелевская премия, Корнберг начинал своё пребывание на посту главы нового Отдела биохимии Школы медицины Стэнфордского университета. Медицинская школа была расположена в Сан-Франциско, а не в Стэнфорде, Пало-Альто, но в середине 1950-х годов были разработаны планы новой медицинской школы и медицинского центра в главном кампусе. Стэнфорд нанял Корнберга в 1957 году, предложив ему уникальную возможность выбрать своих сотрудников, создать учебные программы, а также оказать помощь в проектировании помещений отдела в новостройках медицинской школы. Корнберг для Стэнфорда нанял на работу большую часть преподавателей и сотрудников из своего Вашингтонского университета, а также ряд бывших научных сотрудников. Он также сыграл важную роль в привлечении ведущих ученых, таких как Джошуа Ледерберг, для других ведомств в Медицинской школе.
В благоприятных, индивидуальных условиях работы, которые ему удалось создать в Стэнфорде, Корнберг продолжал свои попытки синтезировать генетически активную ДНК, работая с различными бактериями. Это оказалось гораздо труднее, чем просто копирование шаблона ДНК, так как любое несовершенство в шаблоне обрекало жизнеспособность ДНК. И было почти невозможно не повредить крупные молекулы ДНК-матрицы при обращении с ними в лаборатории. Корнберг, в свою очередь, переключился на работу с некоторыми из самых маленьких бактериальных вирусов (фагов), таких как phi X174 и M13 вирусов кишечной палочки. Благодаря их сравнительно коротким нитям ДНК, эти вирусы сложнее повредить, и их биологическую активность легко заметить. Робертом Синшеймером было установлено, что ДНК вируса phi X 174 кольцевая и одноцепочечная, но сразу же после попадания в своего хозяина ферменты превращают её в знакомую двойную спираль. Эта ДНК сама по себе, без белковой оболочки, может заразить другую клетку-хозяина. Аналогичная картина была обнаружена для M13 вируса. Корнберг и его команда смогли синтезировать обе вирусных ДНК, но не кольцевых, и, оказалось, что кольцевая структура необходима для инфекционности. Есть ли фермент, который может соединить свободные концы нитей вместе, а также починить любые разрывы в ДНК? Есть: в 1967 году пять различных исследовательских групп, в том числе группа Корнберга, обнаружили фермент ДНК-лигазу. К концу того же года Корнберг синтезировал ДНК phi X174 той же круглой формой, составом, последовательностью и инфекционностью, как и ДНК из природного вируса.
Чтобы объявить это достижение, Корнберг и новостное бюро Стэнфорда организовали пресс-конференцию 14 декабря, приуроченную к публикации исследований в «Трудах Национальной академии наук». Они заранее предупредили журналистов, чтобы не характеризовали эти результаты как «синтез жизни в пробирке». В конце концов, несмотря на то, что синтез ДНК было биохимическим событием, вирусная ДНК не жизнеспособна вне большей системы. В тот же день президент Линдон Джонсон должен был выступить в Смитсоновском институте, и его спичрайтер спросил Стэнфорд предоставить материалы о их работе по ДНК. Информацию предоставили, но, когда Джонсон начал читать подготовленное выступление, он внезапно убрал его в сторону и сказал своей аудитории: «Некоторые гении из Стэнфордского университета создали жизнь в пробирке!» К ужасу Корнберга на следующий день все газетные статьи о его работе начинались этим заявлением.
Дальнейшая работа с вирусной ДНК принесла открытие большего числа различных ферментов, участвующих в синтезе. Корнберг обнаружил, что ДНК-полимераза не просто собирает молекулы ДНК, но также может разрушать их в некоторых ситуациях, в основном при редактировании несоответствующих нуклеотидов (редкое, но серьёзное событие). Она также находит небольшие повреждения в сахаро-фосфатном «остове» ДНК цепи-шаблона, и удаляет часть нуклеотидов вокруг него, чтобы цепь была правильно заполнена. Она также играет большую роль в репарации ДНК. При возникновении повреждений другой фермент закрывает основную цепь в этом месте. ДНК-полимераза хватается за него, удаляет поврежденные нуклеотиды, а затем заполняет брешь, используя противоположную сторону в качестве шаблона. Однонитевой разрыв цепи обычно заделывается лигазой.
По иронии судьбы, открытие Корнбергом и другими замечательных ремонтных функций ДНК-полимеразы заставило некоторых учёных задуматься о том, действительно ли фермент Корнберга отвечает за репликацию ДНК. Дальнейшие сомнения прибавились с открытием Джоном Кернсом мутантной кишечной палочки, которая может нормально делиться, хотя ей не хватает этого фермента. Корнберг был «оправдан» своим сыном Томом в 1971 году, который обнаружил вторую ДНК-полимеразу в мутантной кишечной палочке Джона Кернса, отличающуюся по структуре, но одинаковую в своей способности синтезировать и редактировать цепи ДНК. В течение следующего года он нашёл третью полимеразу. Это был сенсационный научный дебют Тома, талантливого виолончелиста, учащегося в школе Джулиард, который только недавно взялся за лабораторную работу после травмы руки, которая помешала его работе на сцене.

### Удивительные машины репликации: Стэнфорд, 1970-настоящее
К началу 1970-х годов текущие открытия, такие как ремонтная способность ДНК-полимеразы и существование нескольких других полимераз, дали понять молекулярным биологам, что синтез ДНК и процесс репликации были гораздо более сложными, чем можно было представить. Продолжая свои исследования процесса синтеза, Корнберг и его команда остановились на вопросе о том, как начинают строиться новые цепи ДНК. В 1967 году они предположили, что ДНК-полимераза может начать новую цепь, а не только строить полную цепочку из короткого праймера. Последующие эксперименты доказали, однако, что она так не может.
Один из бывших сотрудников Корнберга, Рейджи Оказаки, разрешил один большой вопрос о том, как репликация происходит с того момента, как родительские цепи спирали ДНК расходятся: две нити работают в противоположных направлениях, одна из свободных концов, известная как 5'-конец, имеет свободную фосфатную группу, а другая (3'-конец) имеет свободное — ОН-группу. (Обозначения 3’ и 5’ относятся к положению атомов углерода в кольце молекулы дезоксирибозы). ДНК-полимераза может собирать нуклеотиды непрерывно вдоль матричной цепи только с 5'-конца. Как же тогда другая нить функционирует в качестве шаблона? Оказаки обнаружил, что многократно получаемые на 3’-конце короткие сегменты цепи затем соединяются между собой лигазой.
Как эти короткие сегменты, известные как фрагменты Оказаки, образуются? И что, в случае чего, делают три известные полимеразы? Корнберг вновь вернулся к крошечным бактериофагам Phi X 174 и M13 для изучения проблемы, и в течение следующих двух десятилетий его команда тщательно изучала процессы, происходящие в репликативной вилке, где двойная спираль разошлась и началось удвоение каждой из цепей. Они идентифицировали комплекс из семи различных белков, которые инициировали цепочку ДНК, и многокомпонентный фермент, который они назвали ДНК-полимераза III холофермент, который завершал сборку новой ДНК. В последующей работе они изучили химический механизм запуска, который инициирует репликацию хромосом при делении клеток.
Работа Корнберга также послужила основой для одновременного развития в Стэнфордском университете в эти годы исследования рекомбинантной ДНК (рДНК), осваиваемой коллегами Корнберга, Полом Бергом и Питером Лоббаном, окончившим отдел. Как позже отметил Корнберг,
...значительные корни генной инженерии выросли в отделе биохимии в Стэнфорде, потому что мы открыли или применяли реагенты, основные для манипуляции с ДНК: полимеразу для синтеза длинных цепей ДНК и заполнения пробелов, лигазу для соединения смежных концов цепи, экзонуклеазу III для удаления фосфатных групп на концах цепи, экзонуклеазу фага лямбда для отщепления одного конца цепи ДНК, и терминальную трансферазу, фермент … добавляющий волей-неволей нуклеотиды на другой конец цепи ДНК. Эти пять ферментов были одними из реагентов, которые стимулировали и питали два Стэнфордских эксперимента, которые ввели технологию рекомбинантной ДНК и привели к инженерии генов и хромосом.
Как и многие исследователи в области молекулярной биологии и смежных областях, Корнберг должен был подчеркнуть возможности и дилеммы, представленные генной инженерией, в частности, взаимодействие между академическими исследователями, биотехнологическими компаниями и фармацевтической промышленностью. Признавая роль последних в выводе продуктов рДНК на рынок, он продолжал быть обеспокоенным последствиями влияния промышленной тайны на научные исследования. Будет ли свободный поток научной информации задушен для защиты различных интересов компании и прибыли? В свете выгодных патентов на рДНК у Стэнли Н. Коэна, Герберта Бойера, и Стэнфордского университета, к Корнбергу и другим обращались различные биотехнологические и фармацевтические компании в свете своих новых генноинженерных предприятий, но они были отвергнуты из-за сильно коммерческой направленности.
В 1980 году, однако, Алекс Заффарони вышел на Корнберга и несколько его коллег с целью создания научно-исследовательского института для поддержки развития новых терапевтических продуктов на основе технологии рекомбинантной ДНК. Заффарони, биохимик по образованию, начал свою карьеру в Syntex Laboratories (которая первой синтезировала гормон прогестерон в промышленных масштабах) и поднялся до уровня президента и главного исполнительного директора. Позже он основал свою собственную компанию, ALZA, стремившуюся к развитию инновационных систем доставки препаратов. Корнберг, впечатлённый приверженностью Заффарони к научной стороне дела, работал в научно-консультативном совете ALZA начиная с конца 1960-х годов. Корнберг, Пол Берг и биолог Чарльз Янофски стали партнёрами-основателями DNAX Института молекулярной и клеточной биологии. С их помощью институту удалось набрать одних из лучших молодых учёных. Их основная политика заключалась в предоставлении лучших ресурсов в открытой рабочей атмосфере, позволяя сотрудникам свободно публиковаться и тем самым гарантировать их научную значимость. Это оказалось мудрой стратегией, и DNAX было успешным предприятием. Он был приобретён Schering-Plough Pharmaceuticals в 1982 году, а недавно стал частью исследовательского отдела Biopharma, где исследования направлены на иммунологические и онкологические решения. Корнберг продолжал работать в совете директоров и помогать в наборе персонала.
Он также по-прежнему активно занимался своими лабораторными исследованиями. В 1991 году, после многих десятилетий работы над репликацией ДНК, он перенёс свои исследования на неорганические полифосфаты. Он был заинтересован этим фосфатным полимером с 1950 года, когда он нашёл в E.coli фермент, который его синтезирует. Полифосфат содержится во многих организмах, но его функции не были хорошо изучены, многие химики рассматривали его как «молекулярное ископаемое», которое, возможно, когда-то и было полезно, но теперь рудиментарное. Корнберг, однако, нашёл для него много характерных функций, в зависимости от его содержания, длины цепи, биологического источника и места в клетке. Они включают в себя функцию источника энергии и замены АТФ, связывания ионов металлов. Полифосфаты также, похоже, помогают регулировать ответ на стрессы и регуляцию выживания в стационарной фазе клеточного роста и развития, а также играют важную роль в подвижности и вирулентности некоторых болезнетворных организмов. Корнберг продолжил исследования полифосфатов, вплоть до нескольких дней до своей смерти 26 октября 2007 года, в возрасте 89 лет.
Размышляя о своей долгой научной карьере, Корнберг отметил, что, хотя он был учителем, администратором и автором,
...для меня это было исследование, которое было самым важным, и все эти другие виды деятельности были уже следствием.

## Награды, отличия
- 1951 — Премия лабораторий Пола Льюиса по химии ферментов[англ.] Американского химического общества
- 1959 — Нобелевская премия по физиологии или медицине «за открытие механизмов биологического синтеза рибонуклеиновой и дезоксирибонуклеиновой кислот»
- 1965 — Мемориальные лекции Вейцмана
- 1968 — Премия за научные достижения[англ.] Американской медицинской ассоциации
- 1968 — Премия Люси Уортем Джеймс Общества медицинской онкологии
- 1968 — Премия Бордена за медицинские исследования Ассоциации американских медицинских колледжей
- 1978 — Силлимановская лекция
- 1979 — Национальная научная медаль США
- 1995 — Международная премия Гайрднера

## Семья
- Его родителями были Джозеф Корнберг и Лена Корнберг (Кац).
- Жена — Сильви Рут Леви (с 1943 г.) (умерла в 1986 г.) — проводила исследования в области биохимии.
- Три сына: Роджер Корнберг (лауреат Нобелевской премии по химии (2006), Томас Корнберг, Кеннет Корнберг
- Жена — Шарлин Уолш Ливеринг англ. Charlene Walsh Levering, (с 1988 г.) (умерла в 1995 г.)
- Жена Кэролин Диксон англ. Carolyn Dixon (с декабря 1998)